# Дом Соломина-Смолина
Дом В. Е. Соломина — В. Б. Смолина — особняк в историческом центре Казани. Название получил по имени основных владельцев здания — директора Казанского общественного банка, купца 2-й гильдии Василия Ефимовича Соломина и В. Б. Смолина. Кроме того, иногда называется «Домом Учителя». Дом занимает угловое положение, располагаясь по адресу ул. Баумана, 62 / ул. Астрономическая, 9. Обладает статусом памятника истории и культуры местного значения (присвоен постановлением Главы администрации г. Казани от 03.02.1997 № 138). В 2009 году был вновь внесён в перечень объектов культурного наследия, но уже под названием «дом В. Е. и В. Б. Смолиных» (вероятно, по ошибке).

## История

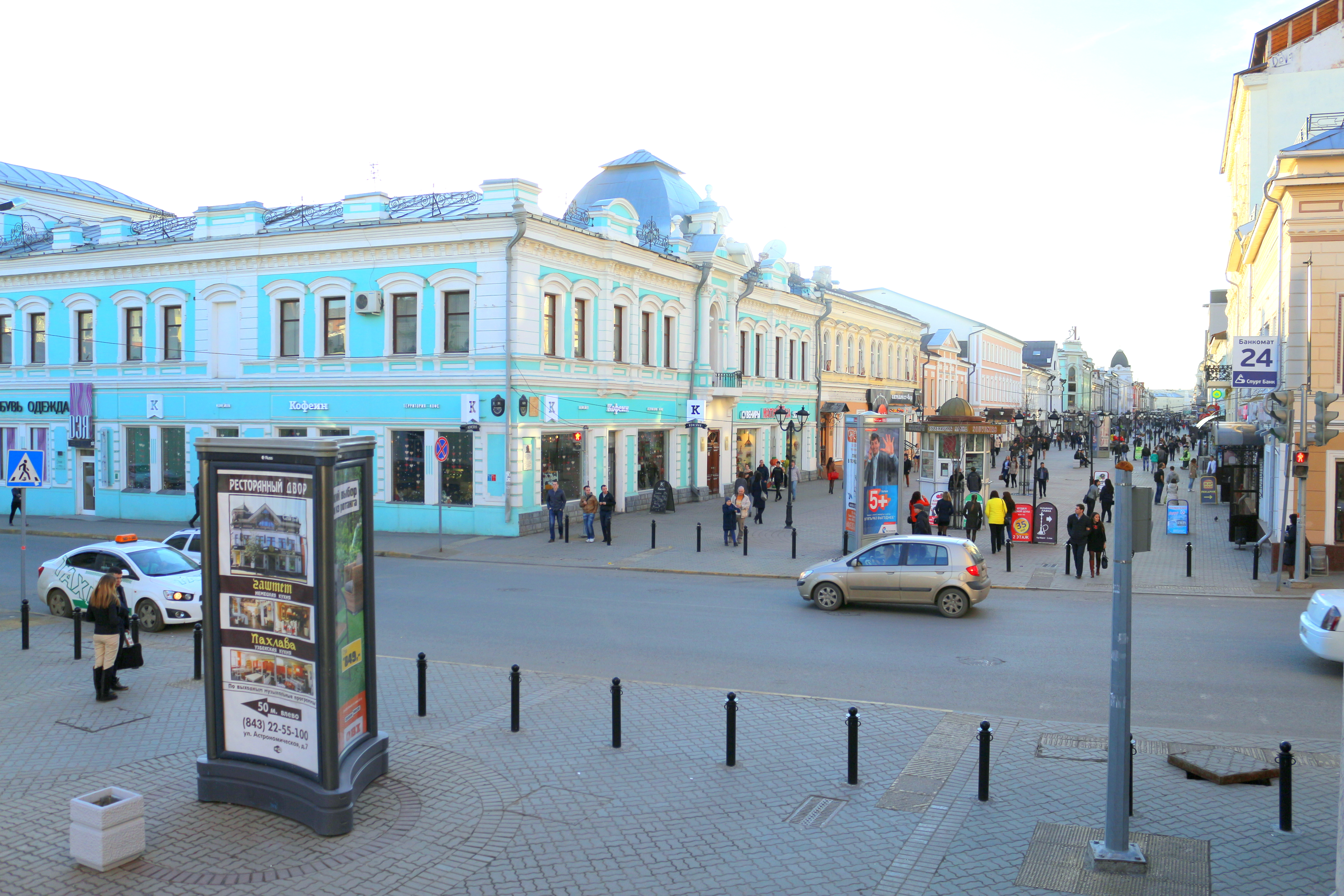
Дом Соломина-Смолина в общем виде, на Баумана.

В основе ныне существующего здания — домовладение по бывшей Большой Проломной улице (ныне — Баумана), построенное в 1857 году. В 1861 году в здании В. Е. Соломин открывает пряничное производство, которое в 1874 году было значительно расширено и превратилось в крупнейшее в Казани. В 1886 году здесь под руководством мастера работало 17 рабочих и 4 ученика, годовой оборот достиг 27 тыс.руб. В 1873 году архитектором В. П. Александровым здание было перестроено и включило домовладение по нынешней улице Астрономической. Потом здесь располагались магазины Остермана и синематограф «Урания» (1908 год). В 1913 году архитектором Ф. Р. Амлонгом, имевшем в здании свою строительную контору «Современное зодчество», был создан театр миниатюр «Chat noir» («Чёрная кошка») антрепренёра-кукольника В. В. Образцова (предка Сергея Образцова). До недавнего времени в центре здания возвышался декоративный шатёр. В годы Первой мировой войны в здании располагался госпиталь Всероссийского союза городов.
С 1918 года это рабочий клуб «Новая жизнь», с 1940-х — клуб имени товарища Зиновьева, потом Дом культуры имени М. Горького. В 2001 году в рамках федеральной целевой программы «Сохранение исторического центра Казани» сюда был переведён Дом работников образования (Дом учителя), находившийся ранее в здании Синагоги на Профсоюзной улице.

## Архитектура
Угловой двухэтажный дом в стиле эклектики. Фасад, выходящий на улицу Баумана, имеет эклектичный ризалит (барочный разорванный карниз и люкарну) над входом, под ним — балкон. Фасад, выходящий на Астрономическую улицу, имеет выделенные пилястры и парапетную стенку (аттик) над средней частью фасада.